# الفساد في الصين

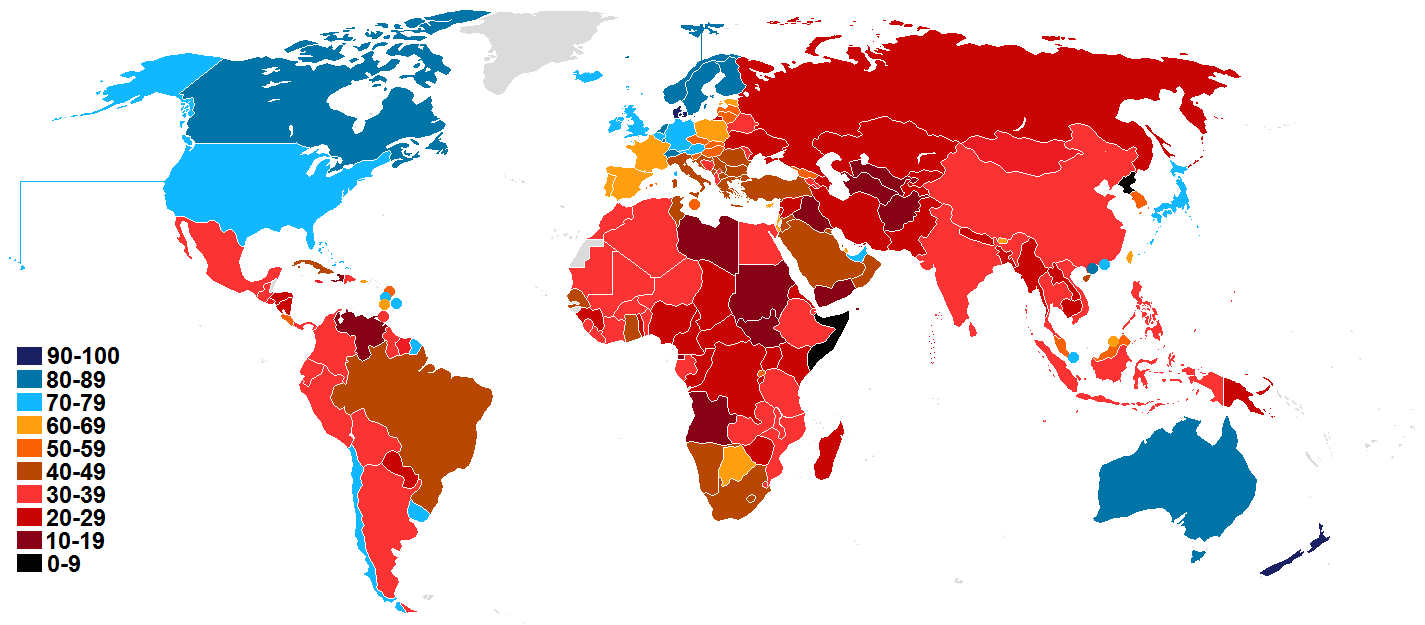

يشير الفساد في الصين بعد عام 1949 إلى إساءة استخدام أعضاء الحزب الشيوعي الصيني عمومًا -الذين يتمتعون بأغلبية السلطات في البلاد- للسلطة السياسية من أجل تحقيق مكاسبهم الشخصية. يُعدّ الفساد مشكلة كبيرة للغاية في الصين، إذ يؤثر على جميع جوانب الإدارة وإنفاذ القانون والرعاية الصحية والتعليم. منذ أن بدأ الإصلاح الاقتصادي الصيني، يُعزى الفساد إلى «التراجع التنظيمي» الذي حدث بسبب إصلاحات تحرير السوق التي بدأها دنغ شاو بينغ. شهدت الصين في عصر الإصلاح مستويات متزايدة من الفساد، على غرار الاقتصادات الاشتراكية الأخرى التي أجرت إصلاحات اقتصادية، مثل أوروبا الشرقية في فترة ما بعد الاتحاد السوفيتي وآسيا الوسطى.
يصنّف مؤشر مدركات الفساد لعام 2017، الذي تصدره منظمة الشفافية الدولية، الصين في المرتبة 77 من بين 180 دولة. تشمل أشكال الفساد: الكسب غير المشروع والرشوة والاختلاس والصفقات تحت الطاولة ومحاباة الأقارب والمحسوبية والتزوير الإحصائي.
أظهرت الدراسات الاستقصائية العامة على البر الرئيسي منذ أواخر الثمانينيات من القرن العشرين أن الفساد من بين الاهتمامات الرئيسية للجمهور العام. وفقًا ليان صن، أستاذ مشارك في العلوم السياسية بجامعة مدينة نيويورك، إن فساد الكادر، وليس مطلب الديمقراطية في حد ذاته، هو السبب في عدم الرضا الاجتماعي الذي أدى إلى اندلاع مظاهرات ساحة تيانانمن عام 1989. يقوّض الفساد شرعية الحزب الشيوعي الصيني، ويزيد من عدم المساواة الاقتصادية، ويدمّر البيئة، ويذكِي الاضطرابات الاجتماعية.
منذ حادثة 4 يونيو، لم يتقلّص حجم الفساد نتيجة الحرية الاقتصادية المتزايدة، ولكنه بدلًا من ذلك أصبح أكثر ترسّخًا وشدة في طابعه ونطاقه. غالبًا ما تنطوي الصفقات التجارية على الفساد. في التصور الشائع، عدد المسؤولين غير النزيهين في الحزب الشيوعي الصيني أكبر من عدد المسؤولين النزيهين، وهو انقلاب في الآراء التي سادت في العقد الأول من الإصلاح في الثمانينيات من القرن العشرين. يناقش متخصص الصين مينكسين بي بأن الفشل في احتواء الفساد على نطاق واسع هو من بين أخطر التهديدات التي تواجه استقرار الصين الاقتصادي والسياسي في المستقبل. ويقدِّر أن الرشوة والعمولات والسرقة وإهدار الأموال العامة تكلف ثلاثة في المئة على الأقل من إجمالي الناتج المحلي.
تلقّى فساد الكادر في الصين اهتمامًا إعلاميًا كبيرًا منذ أن أعلن الأمين العام للحزب الشيوعي شي جين بينغ حملته لمكافحة الفساد في أعقاب المؤتمر الوطني الثامن عشر الذي عُقد في نوفمبر 2012. أُدين العديد من كبار المسؤولين الحكوميين والعسكريين بتهمة الفساد بسبب هذه الحملة.

## لمحة تاريخية

### إمبراطورية الصين
غالبًا ما يرتبط انتشار الفساد في الصين التقليدية بالمفهوم الكونفوشيوسي حكم الشعب (人治؛ رينزهي) الذي يقابله حكم القانون (法治) الشرعي. احتُقر الربح باعتباره شاغلًا عامة الناس، في حين كان من المفترض أن يسترشد أتباع الكونفوشيوسية الحقيقيون في تصرفاتهم بالمبدأ الأخلاقي للعدالة. وهكذا، كانت جميع العلاقات مبنيةً فقط على الثقة المتبادلة وحسن السلوك. بطبيعة الحال، لا يمكن تطوير هذا النوع من الاستقامة الأخلاقية إلا بين أقلية. ردّت النخبة الكونفوشيوسية على محاولات وانغ آنشي الشهيرة لإضفاء الطابع المؤسسي على العلاقات النقدية للدولة، وبالتالي الحد من الفساد، بانتقادات حادة. ونتيجة لذلك، استمر انتشار الفساد في المحكمة (وي تشونغ شيان، هيشين) وبين النخب المحلية، وأصبح هدفًا للنقد في الرواية «جين بينغ ماي». ظهر نوع آخر من الفساد في الصين في عهد سلالة تانغ فيما يتعلق بنظام الاختبارات الإمبراطورية.
في أواخر عهد أسرة مينغ، جلبت التجارة الدولية المزدهرة تدفق الفضة إلى الصين، ما أثرى التجار وأصبح هدفًا للمسؤولين الحكوميين. في أوائل العقد الأول من القرن السابع عشر، ابتكرت الأعمال الأدبية مثل «كتاب الاحتيالات» نماذج للاحتيال، بما في ذلك تصنيفها إلى فئات مثل «أتباع الحكومة» و «الفساد في التعليم».

### العصر الجمهوري
غالبًا ما يُعزى فساد حزب الكومينتانغ الواسع النطاق -أو الحزب القومي الصيني- إلى كونه عنصرًا مهمًا في هزيمة حزب الكومينتانغ على يد جيش التحرير الشعبي الشيوعي. كان الجيش القومي مجهزًا في البداية بشكل أفضل ومتفوقًا في الأعداد، إلا أن فساد حزب الكومينتانغ المتفشي دمّر شعبيته، وقيّد قاعدة دعمه، وساعد الشيوعيين في حربهم الدعائية.

## جمهورية الصين الشعبية
يُعد الحصول على بيانات مسح عالية الجودة وموثوقة وموّحدة حول شدة الفساد في جمهورية الصين الشعبية أمرًا صعبًا للغاية. ومع ذلك، لا يزال من الممكن الاستفادة من مجموعة متنوعة من المصادر التي «تقدم صورة واقعية»، وفقًا لمينكسين بي، الأكاديمي ذو الخبرة في الشؤون الصينية.
لقد حدث الانحراف والفساد الحكومي على كل من مستوى الفرد والوحدة منذ تأسيس جمهورية الصين الشعبية. في البداية، ارتبطت الممارسات ارتباطًا كبيرًا بنظام وحدة العمل (دانوي)، وهي ثمرة الأجهزة الشيوعية في زمن الحرب. في جمهورية الصين الشعبية، تعرّضت إصلاحات دنغ شاو بينغ لانتقادات شديدة لأنها جعلت الفساد ثمنًا للتنمية الاقتصادية. رغم أن الفساد كان موجودًا أيضًا في عهد ماو.
إن ظهور القطاع الخاص داخل اقتصاد الدولة في الصين في الفترة ما بعد حكم ماو قد أغرى أعضاء الحزب الشيوعي الصيني لإساءة استخدام سلطتهم في المناصب الحكومية؛ أوصل النفوذ الاقتصادي الممتد في أيدي النخبة أبناءَ بعض مسؤولي الحزب إلى المناصب الأكثر ربحية. لهذا السبب، أُطلق على الحزب الشيوعي الصيني اسم «حزب الأمراء الصغار» في إشارة إلى الفساد المتعلق بمحاباة الأقارب في بعض فترات الصين الإمبراطورية. ذُكر أن أقارب العديد من الزعماء السياسيين البارزين قد ولّدوا ثروة شخصية كبيرة في الأعمال التجارية، بمن فيهم أقارب رئيس الوزراء السابق ون جيا باو، والأمين العام الحالي للحزب الشيوعي الصيني شي جين بينغ، وأمين الحزب السابق في مدينة تشونغ تشينغ بو شيلاي. كانت مهاجمة الفساد في الحزب واحدة من القوى التي كانت سببًا في مظاهرات ساحة تيانانمن عام 1989.
يخلق النظام غير التنافسيّ سياسيًا في الصين فرصًا للكوادر لاستغلال النمو السريع للفرص الاقتصادية والتحكم فيها؛ وبينما تنمو الحوافز للفساد، تغيب القوى المضادة الفعالة.
يسود كل من الفساد الهيكلي وغير الهيكلي في الصين. يوجد الفساد غير الهيكلي في جميع أنحاء العالم، ويشير إلى جميع الأنشطة التي يمكن وصفها بوضوح بأنها «غير قانونية» أو «إجرامية»، وتتضمن بشكل أساسي أشكالًا مختلفة من الكسب غير المشروع، مثل: الاختلاس والابتزاز والرشوة وما إلى ذلك. ينشأ الفساد الهيكلي من هياكل اقتصادية وسياسية معينة؛ ويصعب استئصال هذا الشكل من الفساد دون تغيير النظام الأوسع.
يُلقى باللوم على مؤسسات الدولة الضعيفة في تفاقم الفساد في الصين في فترة الإصلاح. ينتقد باحثو اليسار الجديد في الصين الحكومة بسبب «الإيمان الأعمى» الواضح في السوق، لا سيما بسبب تعريتها من السلطة وفقدان السيطرة على الأجهزة المحلية والموظفين منذ عام 1992. يرى آخرون أيضًا ارتباطًا قويًا بين التدهور المؤسسي والفساد المتزايد. ينتج الفساد في الصين عن عجز نظام الحزب الواحد في الحفاظ على أجهزة إدارية منضبطة وفعالة، وفقًا لما قاله لو شاوبو، أستاذ العلوم السياسية المساعد في كلية بارنارد. كانت الدولة الصينية في عهد الإصلاح عاملًا مؤاتيًا أيضًا، إذ مُنحت أجهزة الدولة سلطة تنظيمية دون قيود مؤسسية، ما أتاح لها الاستفادة من الفرص الجديدة لتحقيق الأرباح من النمو السريع في الأعمال والاقتصاد. يحدث هذا على مستوى الإدارات والمستوى الفردي. يمثل الفساد هنا جزءًا من المعضلة التي تواجهها أي دولة اشتراكية إصلاحية، حيث يتعين على الدولة أن تلعب دورًا نشطًا في إنشاء الأسواق وتنظيمها، بينما في الوقت نفسه، يضع تدخّلها أعباء إضافية على الميزانيات الإدارية. بدلًا من تمكّنها من تقليص حجم جهازها البيروقراطي (وبالتالي فرص الفساد)، يُضغط عليها بدلًا من ذلك للتوسع أكثر. يستفيد المسؤولون عندئذ من السلطة التنظيمية من خلال «السعي وراء الريع».